# Ignacy Lemoch
Ignacy Lemoch (ur. 7 kwietnia 1802 w Netvořicach, zm. 21 sierpnia 1875 w Złoczowie) – czeski matematyk, geodeta, profesor matematyki elementarnej Uniwersytetu we Lwowie i rektor tej uczelni w latach 1854–1855.

## Życiorys
Studiował geodezję w Uniwersytecie w Wiedniu. Po uzyskaniu w 1825 na tamtejszej uczelni doktoratu rozpoczął studia (1825–1829) w Politechnice Wiedeńskiej. W latach 1830–1834 był asystentem w Politechnice w Wiedniu w katedrze geometrii praktycznej. Następnie odbył służbę w wiedeńskiej kancelarii dworskiej. W 1840 został mianowany profesorem matematyki elementarnej Uniwersytetu Lwowskiego. W latach 1843–1844 wziął udział w organizacji Akademii Technicznej we Lwowie, gdzie wykładał miernictwo. Obowiązki na obydwu uczelniach lwowskich pełnił do 1870. W latach 1854–1855 pełnił godność rektora Uniwersytetu Lwowskiego. 
Zainteresowania naukowe Lemocha koncentrowały się wokół zagadnień geometrii praktycznej, czego przykładem jest wydane w Wiedniu dwutomowe dzieło Lehrbuch der praktischen Geometrie, w którym jeden z rozdziałów został poświęcony miernictwu górniczemu.
Zmarł 21 sierpnia 1875 w Złoczowie i tam został pochowany. Jego córka Kamila została żoną prawnika Michała Stefko, z którym miała synów Mieczysława (także prawnik) i Kamila (profesor prawa).